# Wandesia riparia
Wandesia riparia är en kvalsterart som beskrevs av Herbert Habeeb 1954. Wandesia riparia ingår i släktet Wandesia och familjen Protziidae. Inga underarter finns listade i Catalogue of Life.